# Stahlianthus andersonii
Stahlianthus andersonii är en enhjärtbladig växtart som först beskrevs av John Gilbert Baker, och fick sitt nu gällande namn av William Grant Craib och Ludwig Eduard Loesener. Stahlianthus andersonii ingår i släktet Stahlianthus och familjen Zingiberaceae.
Artens utbredningsområde är Burma. Inga underarter finns listade i Catalogue of Life.